# Physophora gilmeri
Physophora gilmeri is een hydroïdpoliep uit de familie Physophoridae. De poliep komt uit het geslacht Physophora. Physophora gilmeri werd in 2004 voor het eerst wetenschappelijk beschreven door Pugh. 